# Bahnbetriebswerk Hattingen
Das Bahnbetriebswerk Hattingen/Ruhr lag nördlich des Bahnhofs Hattingen (Ruhr), an der Bahnstrecke Düsseldorf – Hagen. Es war von 1869 bis 1949 in Betrieb. Heute ist nur noch das Erdgeschoss des viereckigen Wasserturms sichtbar.

## Geschichte
Das Bahnbetriebswerk Hattingen/Ruhr wurde zwischen 1869 und 1922 für Dampflokomotiven errichtet und erweitert. Ein Ringlokschuppen mit 14 Ständen diente ab dem Jahr 1884 als Ersatz für den ersten provisorischen Lokschuppen der BME aus dem Jahr 1869, der zunächst im Jahr 1872 einen Anbau von zwei Ständen erhielt.
1893/94 führte die Königliche Eisenbahndirektion Elberfeld eine Erweiterung des Lokschuppens um vier auf 16 Lokomotivstände durch. 1916 wurden acht Schuppenstände um drei Meter verlängert, um auch längeren Lokomotiven Platz zu bieten. Die Betriebsanlage befand sich zwischen der Bochumer Straße und dem Empfangsgebäude, nahe den heute noch sichtbaren Abstellgleisen und den vier Gleisen der Strecke Hattingen – Blankenstein.
Das Bahnbetriebswerk bestritt vor dem Zweiten Weltkrieg in erster Linie mit Tenderlokomotiven der Baureihe 74 – der preußischen T 12 – den Personenzugverkehr im Ruhrtal zwischen Hagen und Essen, Hattingen und Rüttenscheid, aber auch über Wuppertal-Wichlinghausen nach Düsseldorf (mit Wassernehmen in Wuppertal-Mirke) sowie von Essen nach Wanne-Eickel. Später beheimatete es auch Dampflokomotiven der Baureihen 93 und 55.
1941 war das Bahnbetriebswerk mit 70 Gefolgschaftsmitgliedern verzeichnet. Anfang des Jahres 1949 wurde es aufgelöst. Bis zur endgültigen Stilllegung der Dienststelle im Mai 1951 wurde das Bw Hattingen/Ruhr Betriebsabteilung des Bahnbetriebswerkes Dahlhausen/Ruhr in Bochum, dem heutigen Eisenbahnmuseum Bochum-Dahlhausen. Dem Engagement seiner Mitarbeiter ist es zu verdanken, dass die am Hattinger Betriebswerk vorbeiführende Bahnstrecke Hattingen-Wengern bis heute erhalten blieb und für Museumszugfahrten genutzt werden kann.

## Betriebsanlagen
Zu den Betriebsanlagen des Bw Hattingen/Ruhr gehörten ein Ringlokschuppen mit Drehscheibe und einem Schornstein, ein viereckiger Wasserturm, eine Bekohlungs-, Entschlackungs- und Besandungsanlage sowie ein Auswaschstand. In den 1920er Jahren kam noch ein Verwaltungsgebäude hinzu.
Die vor dem 16-ständigen Ringlokschuppen liegende Drehscheibe hatte einen Durchmesser von 17,5 Metern und war zum Drehen von Personenzuglokomotiven bis zum Jahr 1962 in Betrieb.